# Raoul Badin
Pour les articles homonymes, voir Badin.
Raoul Édouard Badin est un ingénieur aéronautique français né le 19 décembre 1879 à Champier (Isère) et mort le 20 juin 1963 à Paris. Il est l'inventeur du badin, instrument de bord en aéronautique.

## Biographie
Il était polytechnicien (X1900), officier d'artillerie, puis a été élève de la première promotion de Supaéro en 1910.
Il est l'inventeur en 1911 de l'instrument de mesure qui porte son nom, le « badin », permettant de mesurer la vitesse d'un avion par rapport à l'air dans lequel il évolue et de faire du pilotage sans visibilité (PSV) de manière contrôlée. Cet instrument est devenu obligatoire dès 1923 à bord des avions de transport civils. Dans le milieu aéronautique francophone, badin est devenu synonyme de vitesse.
Raoul Badin figure, sans aucun doute, parmi les pionniers de lʼaéronautique. Il consacra sa vie à la sécurité aérienne. Le
nom de Badin est familier à tous les pilotes, depuis leur formation initiale.
Sa fille, Jeanne-Brigitte Badin, a épousé en 1964 le peintre espagnol Manuel Ángeles Ortiz.